# Spółgłoska iniektywna miękkopodniebienna dźwięczna
Spółgłoska iniektywna miękkopodniebienna dźwięczna – rodzaj dźwięku spółgłoskowego występujący w językach naturalnych. W międzynarodowej transkrypcji fonetycznej IPA oznaczanej symbolem: [ɠ].

## Artykulacja

### Opis
W czasie artykulacji [ɠ]
- modulowany jest prąd powietrza powstały w wyniku zasysającego ruchu krtani do dołu przy drgających wiązadłach głosowych, czyli artykulacja tej spółgłoski wymaga inicjacji krtaniowej i ingresji,
- tylna część podniebienia miękkiego zamyka dostęp do jamy nosowej, prąd powietrza przepływa przez jamę ustną
- prąd powietrza w jamie ustnej przepływa ponad całym językiem
- tylna część grzbietu wznosi się stromo ku podniebieniu miękkiemu, tworząc zwarcie. Dochodzi do całkowitego zablokowania dostępu powietrza do jamy ustnej. Następuje rozwarcie, powietrze jest zasysane do wewnątrz w wyniku ssącego ruch krtani, co nadaje głosce charakterystyczny głuchy dźwięk.
- wiązadła głosowe periodycznie drgają, spółgłoska ta jest dźwięczna

## Warianty
Warianty obejmują typowe dla spółgłoski [ɡ] bardziej lub mniej miękkopodniebienne miejsce artykulacji.

### Przykłady
- w językuy sindhi: ڳرو [ɠəro] – ciężki
- w języku zulu: ukuza [uˈɠuːza] – przybyć